# Сомхити

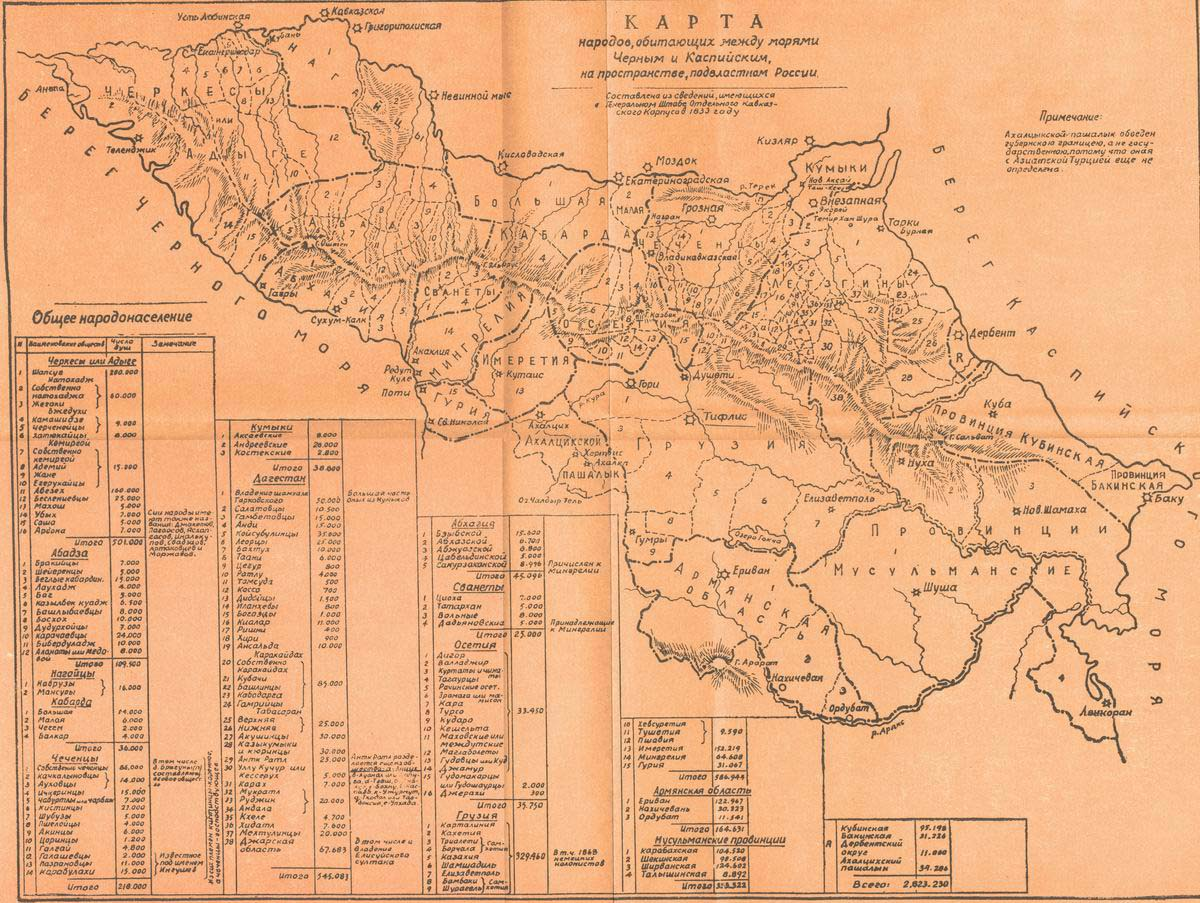
Триалети, Борчала, Сомхетия

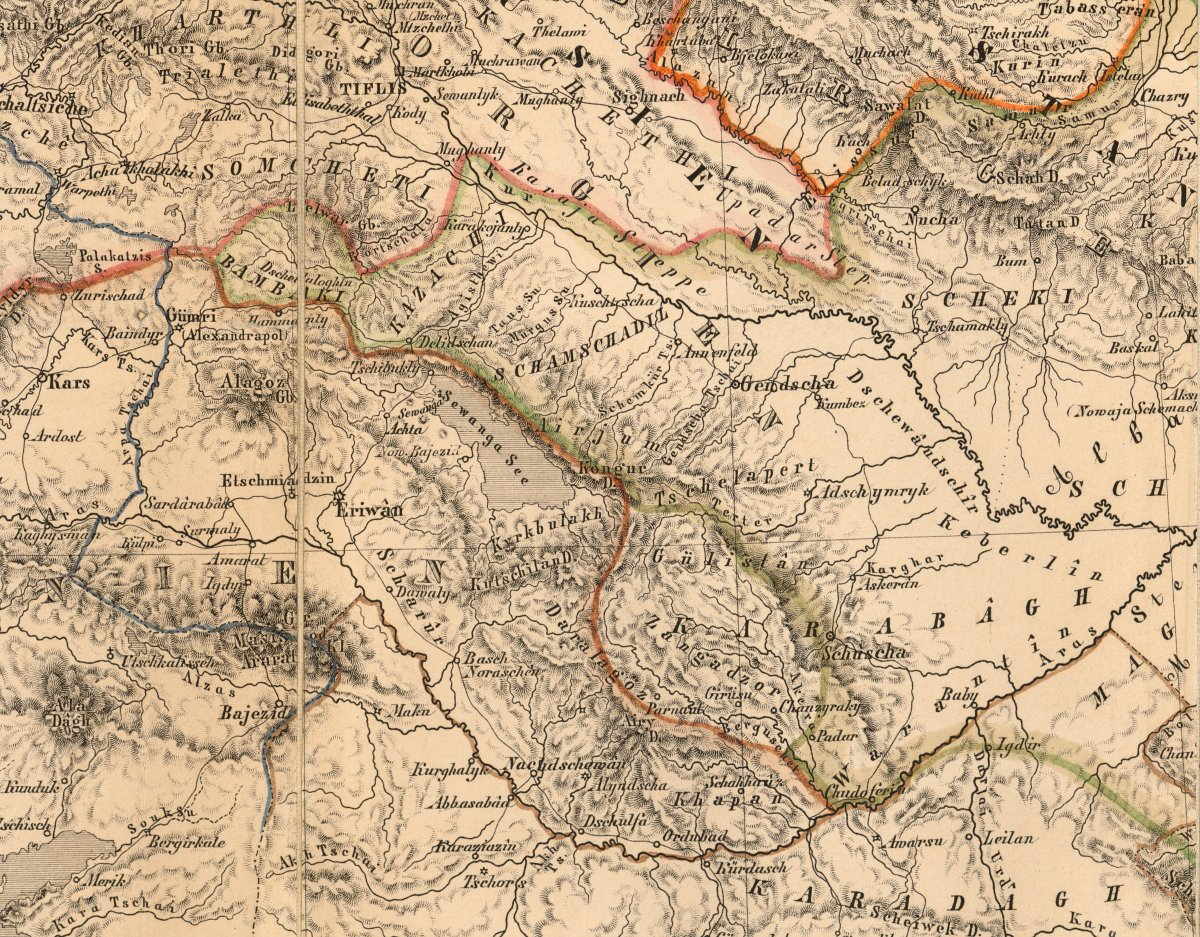
Сомхити (Somcheti)

Сомхити (груз. სომხითი) — географический термин, использовавшийся в грузинских исторических источниках средневековья и раннего Нового времени. Он относится к Армении с одной стороны и к армяно-грузинской границе вдоль долин рек Дебед и Храми с другой стороны. В XVIII веке «Сомхити» в значительной степени было заменено на «Сомхети» (груз. სომხეთი) как грузинский экзоним для Армении, но некоторое время продолжало обозначать приграничный регион, который в настоящее время разделен между Лорийской областью Армении, и Квемо Картли Грузии. Этот клочок земли в европейских источниках XIX века иногда упоминался как «Грузинская Армения». 

## Этимология
Термин «Сомхити»/«Сомхети», как предполагают современные ученые, произошел от «Сухми» или «Сохми», названия древней земли, расположенной около Ассирии и Урарту в верхнем Евфрате. По словам профессора Дэвида Маршалла Лэнга:
Название «Сохми», […] применяемое к племенам, живущим вдоль верхнего Евфрата, похоже, увековечено в средневековых и современных грузинских текстах как название для армян в целом — «Сомехи», что означает «армянин» и «Сомхети» вместо «Армения». После падения Урарту и вторжения мидийцев произошло дальнейшее слияние и смешение всех этих племен, так что «Хай», «Арме» и «Сохми» стали более или менее синонимами. Сами армяне приняли форму «Хай», грузины — «Сомехи», а иранцы приняли форму «Армина», которая на греческом или латинском языке превращается в знакомое «Армения».